# Лабуне
Лабуні (пол. Łabunie) — село в Польщі, у гміні Лабуні Замойського повіту Люблінського воєводства. Населення — 1775 осіб (2011).

## Історія
За даними етнографічної експедиції 1869—1870 років під керівництвом Павла Чубинського, у селі переважно проживали польськомовні римо-католики, меншою мірою — греко-католики, які також розмовляли польською.
У 1975—1998 роках село належало до Замойського воєводства.

## Демографія
Демографічна структура станом на 31 березня 2011 року:

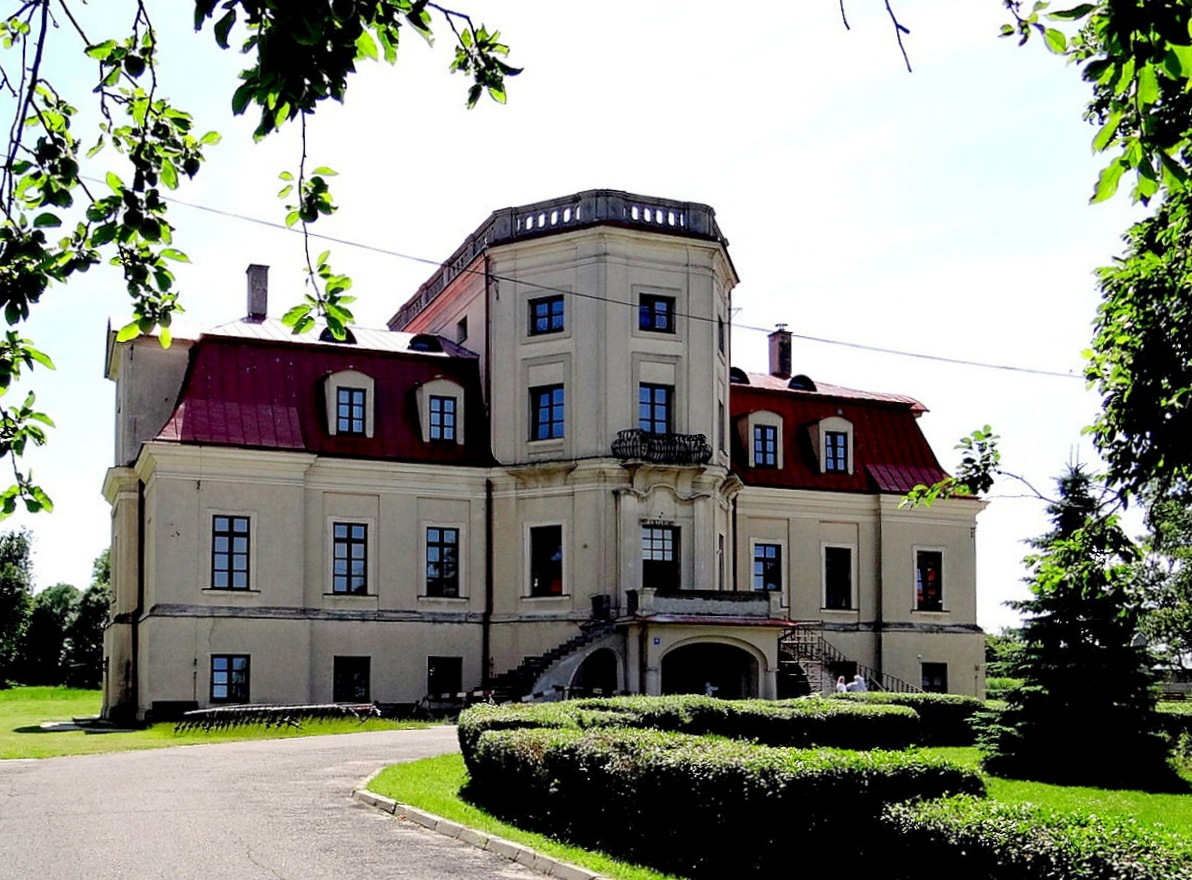

|          | Загалом | Допрацездатний вік | Працездатний вік | Постпрацездатний вік |
| -------- | ------- | ------------------ | ---------------- | -------------------- |
| Чоловіки | 846     | 206                | 559              | 81                   |
| Жінки    | 929     | 192                | 543              | 194                  |
| Разом    | 1775    | 398                | 1102             | 275                  |